# Moussa Mara
Moussa Mara (n. 5 martie 1975, Bamako, Bamako Capital District⁠(d), Mali) este un politician malian care a fost prim-ministru al statului Mali din 2014 până în 2015. Anterior a ocupat funcția de ministru al urbanismului și a fost un candidat fără succes la alegerile prezidențiale din 2013.
Mara a fost numit prim-ministru la 5 aprilie 2014, în urma demisiei inexplicabile a predecesorului său Oumar Tatam Ly. După mai puțin de un an în funcție, a demisionat la 8 ianuarie 2015, iar Modibo Keita a fost numit pentru a-l înlocui în aceeași zi.